# Radarsat

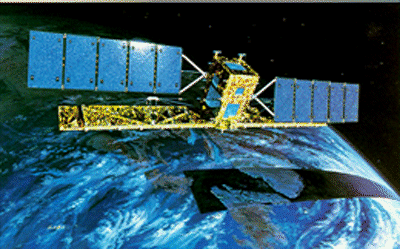
El satélite Radarsat

Radarsat es un satélite de observación canadiense lanzado al espacio a las 14.22 del 4 de noviembre de 1995 (29 años) por un cohete delta II. Tiene siete modos de observación con diferentes resoluciones.

## Utilidad
El Radarsat-1 usa un radar de apertura sintética (SAR) para realizar imágenes de la tierra, con una sola frecuencia de microonda de 5,3 GHz, banda C (longitud de onda de 56 mm) .  A diferencia de los satélites ópticos (pasivos), que reciben la radiación lumínica solar reflejada, los sistemas SAR transmiten energía de microondas hacia la superficie y registran las reflexiones. Este Radarsat-1 can fotografía la Tierra, día y noche, en cualquier condición atmosférica, como cobertura de nubes, lluvia, nieve, polvo o granizo.
El Radarsat-1 tiene siete modos de haces ofreciendo diferentes resoluciones de imágenes.  Los modos incluye Fino: cubre área de 50 km × 50 km (2.500 km²) y una resolución de 10 m; Estándar: área de 100 km × 100 km (10.000 km²), y resolución de 30 m; Ancho ScanSAR: área de 500 km × 500 km (250.000 km²) y resolución de 100 m . El Radarsat-1 también tiene la capacidad única de poder dirigir el haz en diferentes ángulos.